# Xyletobius suboculatus
Xyletobius suboculatus är en skalbaggsart som beskrevs av Perkins 1910. Xyletobius suboculatus ingår i släktet Xyletobius och familjen trägnagare. Inga underarter finns listade i Catalogue of Life.